# Тренс
Тренс (енглески изговор) или транс музика (енгл. Trance music) је врста електронске музике. Ова музика се често пушта у ноћним клубовима па се може назвати и клупском музиком.

## Порекло
Настао је на прелазу 1980-их и 1990-их, као комбинација техно и хаус музике. Франкфурт на Мајни се често сматра местом где је рођен тренс. Сем Немачке, тренс такође потиче из других делова Европе, поготово Холандије, Белгије и Енглеске.

## Карактеристике
Музику карактерише темпо од 130 до 160 bpm (енгл. beats per minute - откуцаја/удара по минути), понављајући мелодични синтисајзерски делови, нагле промене гласноће и прекиди.

## Представници
Рани пионири овог жанра су DJ Dag, Оливер Либ (Oliver Lieb) и Свен Фет (Sven Vath).
Неки од најзначајнијих представника тренс музике су Сајмон Посфорд (Simon Posford), Tiesto, Paul Van Dyk, Пол Оукенфолд (Paul Oakenfold), Фери Корстен (Ferry Corsten), Armin Van Buuren, Markus Šulc, Above & Beyond, Jonas Steur, Џон Ескју (John Askew), Marco V., 4 Strings, Sander Van Doorn, Смит и Плеџер (Smith & Pledger), Јохан Гилен (Johan Gielen), Celec, Ersa, Фред Бејкер (Fred Baker), Conjure One, Andain и Delerium.

## Подврсте
- Есид тренс (енгл. Acid Trance) - популаран почетком 1990-их. Карактерише га употреба Roland BT-303 као главног синтисајзера.

Познатији аутори: Art of Trance, Kai Tracid, Hardfloor.
- Аплифтинг тренс - настао у другој половини 1990-их као еволуција прогресивног тренса. Карактерише га продужена нота у свим елементима (вокали, водећи синтисајзер, бас) и дужи прекиди. Познатији аутори: Тиесто, Ferry Corsten, ATB, Армин ван Бјурен и Paul van Dyk.

- Класичан тренс (енгл. Classic Trance) - оригинални тренс настао почетком 1990-их. Познатији аутори: Westbam, Sven Vath, Cosmic Baby, Mijk van Dijk, Odysee of Noisses, Resistance D.

- Евро тренс - настао у Немачкој средином 1990-их. Карактеришу га повишени тонови, гласови и једноставан текст. Познатији аутори: Pulsdriver, Rocco, Special D.

- Гоа тренс - настао почетком 1990-их у Гои као мешавина тренса и класичне индијске музике. Мелодија је комплексна, често се користе разни „свемирски“ ефекти, а дужина песама варира од 5 до 15 минута. Крајем 1990-их изгубила је на популарности и полако је еволуирала у Psytrance. Познатији аутори: Astral Projection, Man With No Name, Juno Reactor, Alien Project, Etnica, Prana, Doof.

- Хард тренс (енгл. Hard Trance) - агресивнији и бржи од класичног тренса. Стил се појавио у Франкфурту 1993, али је до краја 1990-их изгубио на популарности. Познатији аутори: Nostrum, Flutlicht.

- Прогресивни тренс (енгл. Progressive Trance) - појавио се средином 1990-их, а карактерише га понављајући ритам који узрокује осећај прогресије. Познатији аутори: ATB, Art of Trance, Sasha, Ticon, Ex-plosion, Frogacult, Son kite, Beat Bizzarre, Antix, B.L.T., Element, Vibrasphere.

- Психоделични тренс (енгл. Psytrance) - еволуција Гоа тренса која је знатно мање мелодична и више футуристичка. Познатији аутори: Infected Mushroom, Astrix, Total Eclipse, Atmos, Tristan, Eskimo.

- Вокал тренс (енгл. Vocal Trance) - широк појам који се односи на тренс са потпуним текстовима. Вокали су најчешће женски а музика стилом спада у већ горенаведене стилове. Познатији аутори: Chicane, 4 Strings, Fragma, Тиесто, Армин ван Бјурен.

- Електро тренс - настао 2004. Карактерише га велики утицај електронске музике и антем тренса. Познатији аутори: Ferry Corsten, Gabriel & Dresden.